# Bazylika Santo Spirito we Florencji
Bazylika Santo Spirito – bazylika we Florencji wybudowana według projektu Brunelleschiego w okresie od 1435 do około 1500 roku. Powstała w miejscu wcześniejszego kościoła założonego przez augustianów około 1250 roku.
Wewnątrz kościoła poza ołtarzem głównym zbudowanym w 1607 roku przez Giovanniego Cacciniego znajduje się 38 ołtarzy bocznych zdobionych XV i XVI wiecznymi obrazami i rzeźbami autorstwa m.in. Domenico Ghirlandaio, Cosimo Rosselli i Filippino Lippi.